# Ambulocetidae
Los ambulocétidos (Ambulocetidae) son una familia de cetáceos primitivos, del parvorden Archaeoceti, que todavía podían caminar en tierra firme (de donde deriva su nombre). El género Ambulocetus, que da nombre a la familia, es con mucho el más completo y mejor conocido miembro del grupo. Thewissen et al. descubrieron un espécimen muy completo de Ambulocetus natans. Los otros géneros de la familia, Gandakasia y Himalayacetus, son conocidos solo por fragmentos de la mandíbula.
Los fósiles de Ambulocétidos se han hallado en India y Pakistán, en la antigua costa de la Placa de Cimeria. La facies sedimentaria en que se encontraron indica que eran habitantes de pantanos poco profundos cerca de la orilla del mar.